# Hyperbelnavigation

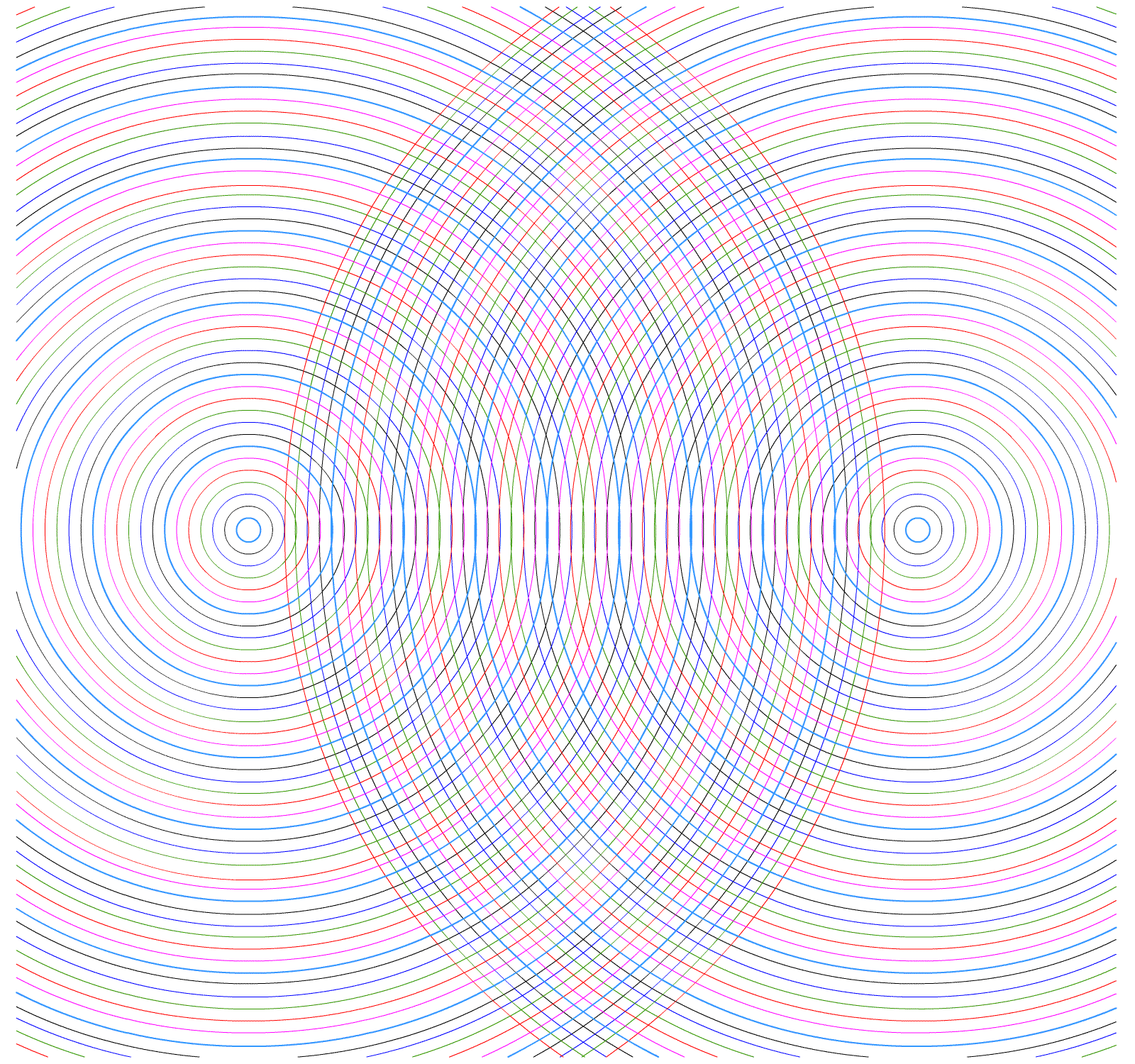
Interferenzmuster von zwei Sendern

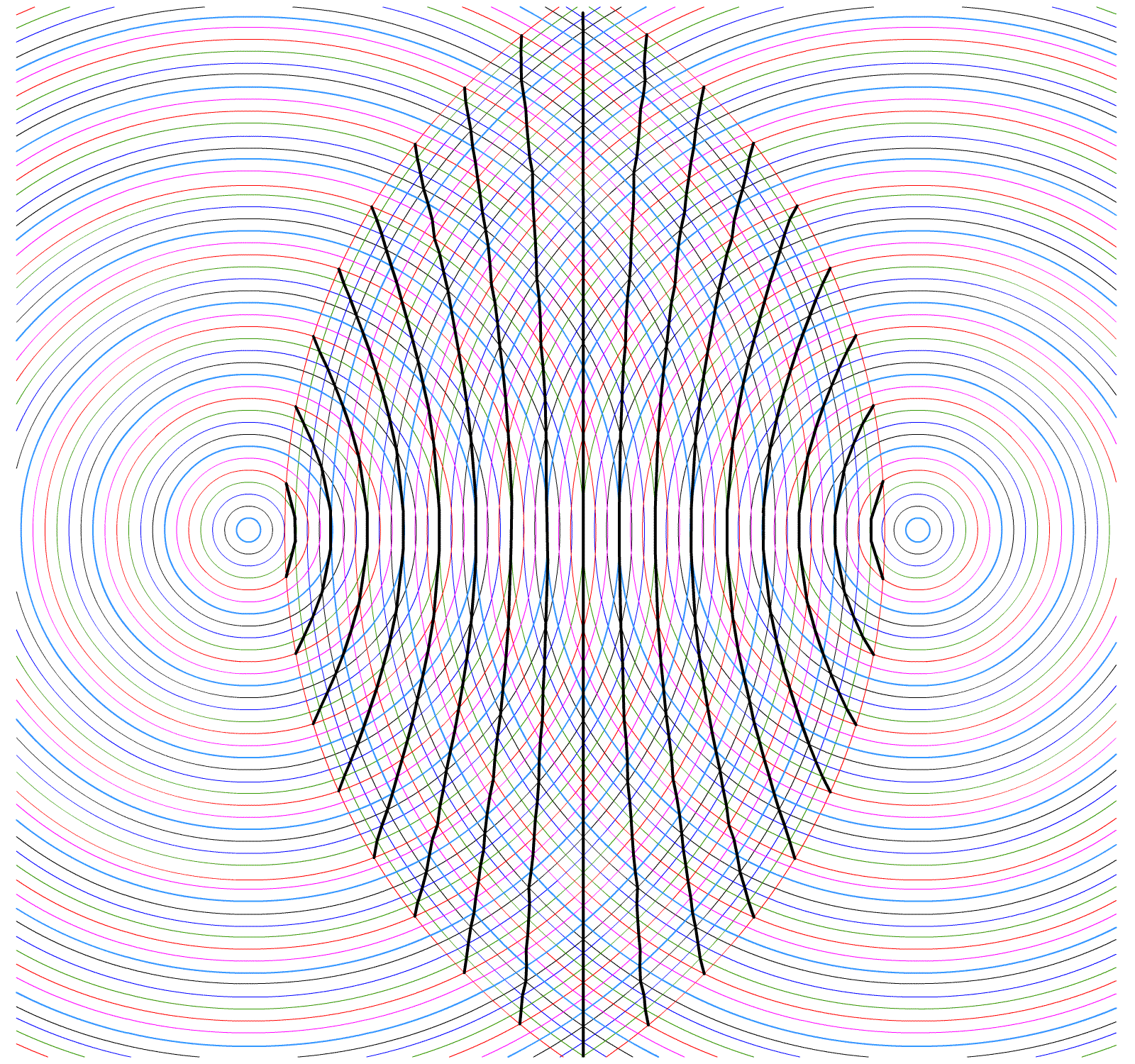
Hyperbelstandlinien (schwarze Linien) zwischen zwei Sendern

Karte für Hyperbelnavigation

Unter dem Begriff Hyperbelnavigation oder Hyperbelortung werden geometrisch-physikalische Methoden der Ortsbestimmung zusammengefasst, bei denen entweder
- Entfernungen zwischen diskreten Punkten gemessen werden.
Dabei kann beispielsweise ausgenutzt werden,
  - dass die empfangene Feldstärke E einer elektromagnetischen Welle näherungsweise umgekehrt proportional zur Entfernung d sinkt (d~1/E)
  - dass die Laufzeit des Signals mit der Entfernung zunimmt
- oder unter Ausnutzung des Dopplereffekts Geschwindigkeitsmessungen über die Zeit integriert werden.

Jedes Tupel mehrerer Messungen liefert einen geometrischen Ort für die Position des Beobachters (d. h. seines Empfängers), wenn die Orte der Sender (bzw. der beantwortenden Transponder) bekannt sind. Die Anzahl M erforderlicher Messungen ist mindestens um 1 höher als die Dimension n des Modells ({\displaystyle M\geq n+1}).

## Geometrie der Sender- und Empfänger-Positionen
Üblicherweise sind diese Sender bzw. Transponder
- fest installierte Funkfeuer auf der Erdoberfläche – deren Koordinaten also bekannt sind –
- oder auf künstlichen Erdsatelliten installierte Funkgeräte – deren Position aus den Bahnelementen der Satellitenbahn oder direkt aus on-line-Bahnbestimmungen von festen Bodenstationen aus bestimmt werden.

Die geometrischen Orte jeder gemessenen Entfernungs-Differenz (auf definierten Flächen auch Standlinien genannt) sind:
- Hyperbeln, wenn die geometrische Lage aller Sender und Empfänger durch eine Ebene gegeben oder durch sie angenähert werden kann (d. h. auf begrenzten Teilen der Erdoberfläche). Die Brennpunkte dieser Hyperbeln fallen mit den Positionen der Sender zusammen.
- Rotationshyperboloide, wenn das geometrische Problem nicht auf der Ebene, sondern im 3D-Raum zu lösen ist. In den zwei Brennpunkten jedes Hyperboloids befindet sich wiederum je einer der Sender bzw. der Transponder (Code-Beantworter).

## Lösung auf der Erdoberfläche bzw. im Raum
Beim ebenen Problem (z. B. in der Nah- und Mittelstrecken-Navigation mit HiFix oder DECCA) genügen drei Sender – was eben zwei Hyperbeln ergibt – und der klare Empfang ihrer kodierten Signale. Der Ort des Empfängers ergibt sich aus dem Schnittpunkt der zwei Hyperbel-Standlinien. Der dritte geometrische Ort ist im Allgemeinen die Erdoberfläche oder (in der Navigation) das Blatt (die Blätter) einer Seekarte bzw. einer geeigneten Luftfahrtkarte (siehe ICAO- und Decca-Karten).
Beim räumlichen Schnitt sind vier Sender (d. h. vier Satelliten) erforderlich, die mit ausreichender Genauigkeit berechenbar sein müssen. Reicht eine Ortung auf nur etwa ±1 km, so findet man mit möglichst aktuellen („oskulierenden“) Bahnelementen das Auslangen (fünf geometrische Elemente, eine Zeitangabe und im Allgemeinen zwei Drehraten wegen der Erdabplattung). Soll die Genauigkeit höher sein, muss man bis zu einige hundert Bahnparameter und die kleinen Unregelmäßigkeiten der Erdrotation berücksichtigen.

## Relevante Methoden bei zu ungenauen Bahnen
- Simultanmessungen (On-line-Messkampagnen) auf mehreren Bodenstationen; genauer mit
- stark überbestimmtes geometrisches Netz (mehr als ca. acht gleichzeitig messende Bodenstationen)
- Ergänzung der Doppler- durch Laufzeitmessungen (LASER, SLR)
- Short-arc-Methoden (Ausgleichung der berechneten Bahnform in Richtung einer Bahn, die die Erfordernisse der Himmelsmechanik erfüllt)
- DOI-Bahnbestimmungsprogramme, z. B. die Software des Erdmessung-Instituts in Hannover oder der Bernese Software des globalen GPS-Systems.
  - Doppler-Radar (zwei Messprinzipien) in der Navigation (Geschwindigkeit über Grund) und in der Verkehrsüberwachung (Präzisionsradar)
  - Dopplersatellit – siehe auch NNSS und NOVA und DORIS
  - Doppler-Sonografie in Medizin und Technik
  - Dopplervermessung